# Maison de Laval-Montigny
< Article principal : Deuxième maison de Montmorency-Laval
Maison de Laval-Montigny
La Deuxième maison de Montmorency-Laval est une branche cadette de la famille de Laval qui commence à Mathieu II de Montmorency. Mathieu II de Montmorency a bien épousé Emma de Laval  mais il ne fut que son mari et le père de ses enfants. Il n'eut personnellement aucun pouvoir sur les terres des Laval, Emma l'exerçant sans partage. De plus, le contrat précisait bien que les enfants et descendants du couple porteraient seulement le nom des Laval comme leur mère.
Une branche cadette de la Deuxième maison de Montmorency-Laval : les Laval-Montigny existe avec Hugues de Laval-Montigny, fils de Jean de Laval-Tartigny.
Les personnages principaux de cette branche sont :
- Charles-François Guy de Laval-Montigny, religieux français, évêque d'Ypres ;

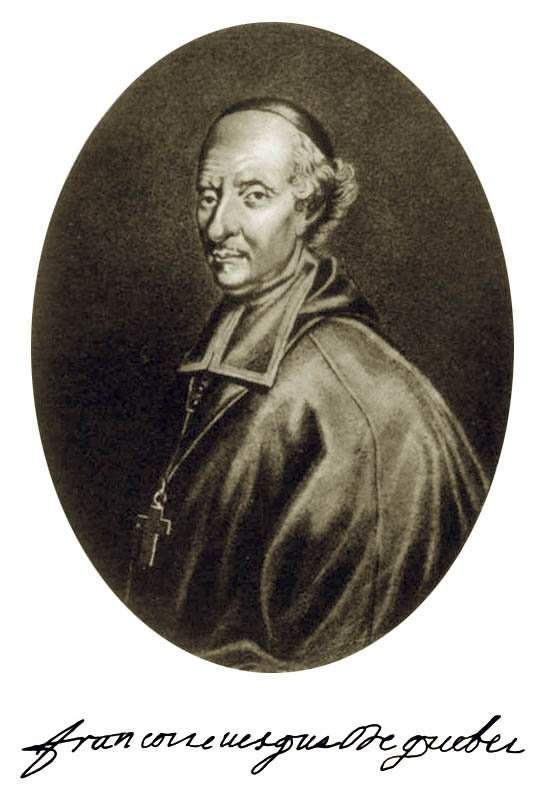
François de Laval

- François de Laval-Montigny, religieux français, (30 avril 1623-6 mai 1708), premier évêque de Québec et fondateur du Séminaire de Québec.

Les seigneurs de Montigny portaient : de Montmorency, avec l'écu de Laval au milieu de la croix.

## Généalogie
```
Jean de Laval-Tartigny
│ 
├─> 
Hugues de Laval-Montigny
 
│    X Michelle de Pericard
│  │
│  ├─> 
Jean-Louis de Laval-Montigny
 
│  │  X Françoise de Chevestre
│  │  │
│  │  ├─> Gabriel de Laval-Montigny
│  │  │
│  │  ├─> 
Charles-François Guy de Laval-Montigny

│  │  
│  ├─> 
François de Laval-Montigny
```

## Membres

### Hugues de Laval-Montigny
Hugues de Laval-Montigny, seigneur de Montigny et de Montbaudry, transigea avec Gabriel de Laval, le 20 avril 1629, pour la succession de Charles de Laval, leur frère, et mourut avant le 27 avril 1638.
Fils de Jean de Laval-Tartigny, il avait épousé le 1er octobre 1617, Michelle de Péricard, fille de Nicolas, seigneur de Saint-Etienne et sœur de François de Péricard, évêque d'Evreux. Leurs enfants, au nombre de six, furent :
- François, tué au combat de Fribourg ;
- Gabriel, tué à la bataille de Nortlingue ;
- Jean-Louis ;
- François, premier évêque de Québec ;
- Henri, prieur de Sainte-Croix Leufroi ;
- Anne, supérieure des filles du Saint Sacrement, à Nantes ; morte en 1685.

### Jean-Louis de Laval-Montigny
Jean-Louis de Laval-Montigny, seigneur de Montigny et de Montbaudry, baptisé en 1620.
Fils de Hugues de Laval-Montigny, il avait épousé Françoise de Chevestre, fille de Tanneguy, seigneur de Cintrai. Leurs enfants furent : 
- Gabriel, seigneur de Montigny et de Montbaudry, dit le marquis de Laval, capitaine de dragons en 1690, mort au mois d'août 1720, avait épousé, le 30 juin 1696, Charlotte-Marie-Thérèse de Besançon, fille de Charles, baron de Bazoches (-lès-Bray ?), vicomte de Neufchâtel, colonel d'infanterie. Elle le fit père de trois filles[4] ;
- Pierre, mort en 1689, sans alliance ;
- François, lieutenant de vaisseau, mort au Port-Louis sans enfants, de N... de Geslin, de Tremargat en Bretagne, sa femme;
- François, mort sans avoir été marié ;
- Charles-François Guy, chanoine et grand vicaire de Tournai, puis de Cambrai, nommé évêque d'Ypres, mort en 1713 ;
- Joseph, né le 24 octobre 1672, reçu chevalier de Malte au grand-prieuré de France, le 30 mars 1685, commandeur de Louviers, de Vaumont et de Thors en 1726, grand-bailli et trésorier de l'ordre en mourut grand-croix, le 16 novembre 1748 ;
- Françoise, morte sans alliance ;
- Louise.

## Source partielle
- L'art de vérifier les dates